# Шенџоу 5
Шенџоу 5 је била прва кинеска свемирска летелица са људском посадом. У летелици се налазио први кинески тајконаут 38-годишњи војни пилот Јанг Ливеј. Кина је летелицу лансирала 15. октобра 2003. године у 09:00 сати по кинеском времену (03:00 сати UTC) са лансирног центра Џингуан у пустињи Гоби, у провинцији Гансу.
Летелица је у орбиту лансирана уз помоћ ракете „Дуги марш-2Ф“. Након 14 кругова око Земље на 343 километра висине, летелица је слетила на подручје Унутрашње Монголије 16. октобра у 06:23 сати (00:23 сати UTC). Цео лет је трајао 21 сат и 23 минуте.

Ова мисија је учинила Кину трећом земљом у историји, након САД и СССР-а, која је успела самостално да пошаље човека у свемир.